# Robert Fountain
Robert Fountain est un calculateur prodige britannique,,,. Il gagne le premier MSO World Championship de calcul mental en 1998 ainsi que le premier Mental Calculation World Cup (en) en 2004. En 1999 il devient le premier grand maître de calcul mental. Il a été intéressé à faire du calcul mental un de ses passe-temps à 11 ans après avoir vu Wim Klein à la télévision.